# Schineni, Soroca
Schineni este satul de reședință al comunei cu același nume  din raionul Soroca, Republica Moldova.

## Istorie
Schineni a fost atestat documentar pentru prima dată în anul 1619, cu denumirea Stăneni:
„Io Gașpar voievod, din mila lui Dumnezeu, domn al Țării Moldovei.

Iată au venit, înaintea noastră și înaintea boierilor noștri moldoveni, Alexandra cu fratele ei Ghidion, fiii lui Voico fost logofăt și s'au tocmit intre ei, de bunăvoia lor, și au împărțit dreptele lor ocine ce au dela părinții lor.

Deci în partea Alexandrei s'a cuvenit jumătate din satul Ciripcău cu Gvozdu pe Camenca și Nicoreștii, ce este în ținutul Soroca, cu moara și cu iaz. ...

Iar în partea lui Ghidion s'a cuvenit satul Stănenii, din ținutul Soroca și satul Soluncenii, cu loc de moară și cu iaz pe Căinar și s'a cuvenit satul Bălțile pe Cobolta și s'a cuvenit o parte din satul Itovoești, cu loc de moară, în ținutul Putna, și s'a cuvenit jumătate din jumătate de sat din Grumăzești și cu Faur și cu loc de moară și cu iaz.

...

Pentru aceea ca să le fie, dela noi, drepte ocini și împărțeală. Altul nu se amestece înaintea acestei cărți a noastre.

La Iași, anul 7127 <1618> Septembrie 2.

Domnul a spus.

Toader a scris.”

## Demografie

### Structura etnică
Structura etnică a satului conform recensământului populației din 2004:
| Grup etnic         | Populație | % Procentaj |
| ------------------ | --------- | ----------- |
| Moldoveni / Români | 1.501     | 99,47%      |
| Ruși               | 5         | 0,33%       |
| Ucraineni          | 2         | 0,13%       |
| Alții              | 1         | 0,07%       |
| Total              | 1.509     | 100%        |